# Jakob Josef Eeckhout
Jakob Josef Eeckhout, född 2 juni 1793, död 25 december 1861, var en belgisk målare och litograf.
Eeckhout började som guldsmed och skulptör men övergick snart till måleriet och verkade 1839-1844 som direktör vid konstakademien i Haag. Ett par år före sin död övergav Eeckhout konsten och ägnade sig åt bankrörelse i Paris. Eeckhouts målningar var främst historiska målningar eller genremotiv. Han utförde teckningarna för det stora litografiska verket Collections de portraits d'artistes modernes nés dans le royaume des Pays-Bas (1822) och litograferade de flesta planscherna i Costumes du peuple de toutes les provinces du royaume de Pays-Bas (1827).